# Deutschsprachige Gesellschaft für Sprach- und Stimmheilkunde
Deutschsprachige Gesellschaft für Stimm- und Sprachheilkunde (DGSS) e.V. ist eine 1925 gegründete internationale Dachorganisation deutschsprachiger Gesellschaften und Verbände, die sich wissenschaftlich, diagnostisch, therapeutisch, rehabilitativ oder pädagogisch mit Stimmgebung, Sprechen, Sprache (einschließlich Schriftsprache) und Schlucken befassen oder eine Prophylaxe betreiben.

## Mitglieder
1. DGPP (Deutsche Gesellschaft für Phoniatrie und Pädaudiologie)
2. HNO (Österreichische Gesellschaft für Logopädie-Phoniatrie sowie Pädaudiologie)
3. ORL-HNO (Schweizerische Gesellschaft für Phoniatrie)
4. BDH (Berufsverband Deutscher Hörgeschädigtenpädagogen)
5. dgs (Deutsche Gesellschaft für Sprachheilpädagogik)
6. dbs (Deutscher Bundesverband akademischer Sprachtherapeuten)
7. dbl (Deutscher Bundesverband für Logopädie e.V.)
8. GAL (Gesellschaft für angewandte Linguistik e.V.)
9. BDP (Sektion Klinische Psychologie des Berufsverbandes Deutscher Psychologinnen und Psychologen)
10. DGKJP (Deutsche Gesellschaft für Kinder- und Jugendpsychiatrie und Psychotherapie e.V.)
11. DGFMM  (Deutsche  Gesellschaft für Musikphysiologie und Musikmedizin e.V.)
12. VDS (Verband Deutscher Schulmusiker)
13. VBS (Verband der Blinden- und Sehbehindertenpädagogen/-pädagoginnen e.V.)
14. GESET (Deutsche Gesellschaft für Elektrostimulation und Elektrotherapie e. V.)
15. dgfs (Deutsche Gesellschaft für Sprachwissenschaft)[2]

## Selbstverständnis und Arbeitsgebiet
Die DGSS ist die älteste deutschsprachige interdisziplinäre Gesellschaft auf dem Gebiet Sprache und Stimme. In ihr arbeiten Angehörige folgender Disziplinen zusammen:  Sprech- und Sprachwissenschaften, Medizin, Musikwissenschaften, Logopädie, Pädagogik, sowie der Psychologie.
Ursprünglich wurde die DGSS als „Deutsche Gesellschaft für Sprach- und Stimmheilkunde“ gegründet und bestand aus Ärzten sowie Menschen, die auf dem Gebiet der Stimm- und Sprachheilkunde sowie Phonetik arbeiteten. Später wurde deutlich, dass sich die Interessen der Mitglieder sehr stark unterschieden, nämlich die ärztlichen und die mehr pädagogischen, so dass die „Gesellschaft für Phoniatrie und Pädaudiologie“ (DGPP) entstand. Beide Gesellschaften führten bis 1996 gemeinsame Kongresse durch. Seither führt die DGSS ihre Kongresse alleine durch und versteht sich als interdisziplinäre Gesellschaft aller im Bereich von Sprache und Stimme therapeutisch tätigen Berufsangehörigen. Alle zwei Jahre veranstaltet die DGSS ihren Kongress.
Der Verband unterstützt die wissenschaftliche Forschung zum Wohle der Menschen mit Kommunikationsstörungen und möchte die Rahmenbedingungen des öffentlichen Gesundheitswesens diesbezüglich mitgestalten.